# Sestao Sport Club
Il Sestao Sport Club è stata una società calcistica spagnola, con sede a Sestao.
Fondato nel 1916 e considerato un club storico del calcio spagnolo, fallì nell'estate 1996 in seguito a pesanti problemi finanziari. Sulle ceneri della società è stato fondato il Sestao River Club, attualmente militante in Segunda División B, terzo livello del campionato spagnolo.

## Stagioni
| Stagione | Categoria | Posizione |
| -------- | --------- | --------- |
| 1929/30  | 3ª        | 5°        |
| 1930/31  | 3ª        | 5°        |
| 1939/40  | 2ª        | 5°        |
| 1940/41  | 3ª        | 2°        |
| 1943/44  | 3ª        | 5°        |
| 1944/45  | 3ª        | 6°        |
| 1945/46  | 3ª        | 2°        |
| 1946/47  | 3ª        | 9°        |
| 1947/48  | 3ª        | 6°        |
| 1948/49  | 3ª        | 7°        |
| 1949/50  | 3ª        | 7°        |
| 1950/51  | 3ª        | 9°        |
| 1951/52  | 3ª        | 10°       |
| 1952/53  | 3ª        | 2°        |
| 1953/54  | 3ª        | 1°        |
| 1954/55  | 2ª        | 14°       |
| 1955/56  | 2ª        | 15°       |
| 1956/57  | 2ª        | 14°       |
| 1957/58  | 2ª        | 10°       |

| Stagione | Categoria | Posizione |
| -------- | --------- | --------- |
| 1958/59  | 2ª        | 8°        |
| 1959/60  | 2ª        | 14°       |
| 1960/61  | 2ª        | 14°       |
| 1961/62  | 3ª        | 5°        |
| 1962/63  | 3ª        | 5°        |
| 1963/64  | 3ª        | 6°        |
| 1964/65  | 3ª        | 2°        |
| 1965/66  | 3ª        | 4°        |
| 1966/67  | 3ª        | 2°        |
| 1967/68  | 3ª        | 5°        |
| 1968/69  | 3ª        | 6°        |
| 1969/70  | 3ª        | 3°        |
| 1970/71  | 3ª        | 3°        |
| 1971/72  | 3ª        | 2°        |
| 1972/73  | 3ª        | 6°        |
| 1973/74  | 3ª        | 6°        |
| 1974/75  | 3ª        | 6°        |
| 1975/76  | 3ª        | 3°        |
| 1976/77  | 3ª        | 5°        |

| Stagione | Categoria | Posizione |
| -------- | --------- | --------- |
| 1977/78  | 2ªB       | 17°       |
| 1978/79  | 2ªB       | 12°       |
| 1979/80  | 2ªB       | 7°        |
| 1980/81  | 2ªB       | 10°       |
| 1981/82  | 2ªB       | 4°        |
| 1982/83  | 2ªB       | 4°        |
| 1983/84  | 2ªB       | 6°        |
| 1984/85  | 2ªB       | 1°        |
| 1985/86  | 2ª        | 10°       |
| 1986/87  | 2ª        | 6°        |
| 1987/88  | 2ª        | 10°       |
| 1988/89  | 2ª        | 8°        |
| 1989/90  | 2ª        | 11°       |
| 1990/91  | 2ª        | 8°        |
| 1991/92  | 2ª        | 17°       |
| 1992/93  | 2ª        | 19°       |
| 1993/94  | 2ªB       | 2°        |
| 1994/95  | 2ªB       | 3°        |
| 1995/96  | 2ª        | 17°       |

- 17 stagioni in Segunda División
- 10 stagioni in Segunda División B
- 30 stagioni in Tercera División

## Palmarès

### Competizioni nazionali
- Segunda División B: 1

1984-1985
- Tercera División (Spagna): 1

1953-1954

### Altri piazzamenti
- Segunda División B:

Secondo posto: 1993-1994 (gruppo II)
Terzo posto: 1994-1995 (gruppo II)
- Tercera División:

Secondo posto: 1940-1941, 1945-1946, 1952-1953, 1964-1965, 1966-1967, 1971-1972
Terzo posto: 1969-1970, 1970-1971, 1975-1976